# Grand Prix automobile de Grande-Bretagne 2023
GP précédent GP suivant
Le Grand Prix automobile de Grande-Bretagne 2023 (Formula 1 Aramco British Grand Prix 2023) disputé le 9 juillet 2023 sur le circuit de Silverstone, est la 1089e épreuve du championnat du monde de Formule 1 courue depuis 1950, à l'endroit où se disputa aussi la première d'entre-elles, le 13 mai 1950. Il s'agit de la soixante-quatorzième édition du Grand Prix de Grande-Bretagne comptant pour le championnat du monde de Formule 1, la cinquante-septième disputée sur le circuit de Silverstone et de la onzième manche du championnat 2023.
Une immense clameur s'élève des gradins bondés quand, tout à la fin de la troisième phase des qualifications, Lando Norris réalise le meilleur temps lors de sa seconde tentative, battant Max Verstappen. La joie du public est de courte durée : bien qu'en retard à la sortie du deuxième secteur, Verstappen, au terme de son deuxième tour lancé, réalise la vingt-septième pole position de sa carrière, sa sixième de la saison. McLaren n'en fête pas moins le départ en première ligne de Norris et le troisième temps de son coéquipier Oscar Piastri qui part en deuxième ligne devant Charles Leclerc. Sur la troisième ligne, Carlos Sainz précède George Russell. Lewis Hamilton et Alexander Albon sont en quatrième ligne tandis que Fernando Alonso et Pierre Gasly s'élancent de la cinquième ligne.
À l'extinction des feux, la Red Bull RB19 du Néerlandais patine sévèrement et Norris prend la tête de la course sous les vivats du public tandis que Piastri, troisième, menace le leader du championnat dans les premiers virages. Au bout de quatre tours, profitant de son aileron arrière mobile, Verstappen n'a aucun mal à dépasser la MCL60 de Norris par l'intérieur du virage de Brooklands ; il prend dès lors définitivement la tête de la course. Norris conserve sa deuxième place sous le drapeau à damier et Hamilton les rejoint sur le podium, établissant un nouveau record (treize fois dans le même Grand Prix) alors qu'il roulait en septième position à la mi-course. Ils doivent toutefois leur résultat à un incident particulier ; en effet, alors que Piastri, Leclerc, Russell et Sainz qui roulaient devant le septuple champion du monde, se sont déjà arrêtés au stand, le moteur de la Haas de Magnussen prend feu au trente-deuxième tour, le contraignant à stopper en bord de piste, ce qui  provoque la sortie de la voiture de sécurité et offre un arrêt « gratuit » à Verstappen, Norris et Hamilton. 
Le trio de tête est ainsi définitivement formé mais également le top 5, avec Piastri et Russell. Revenu du fond du classement, Pérez dépasse Alonso au quarante-sixième tour pour le gain de la sixième place. Albon, difficile à dépasser en raison de la rapidité de sa Williams en ligne droite, se classe huitième, laissant les Ferrari de Leclerc et de Sainz, empêtrées dans leur mauvaise gestion des arrêts au stand, prendre les unités restantes. 
Compte tenu des six tours de neutralisation, Verstappen ne creuse qu'un écart de trois secondes sur le deuxième mais n'a aucune concurrence pour l'obtention du point du meilleur tour, dans la quarante-deuxième boucle, obtenant ainsi le huitième Hat trick de sa carrière à l'occasion de sa sixième victoire consécutive, la huitième de la saison et sa quarante-troisième. 
Verstappen (255 points), largement en tête du championnat du monde, augmente encore son écart sur coéquipier Pérez (156 points) qui précède Alonso (137 points), Hamilton (121 points) et Sainz (83 points), talonné par Russell (82 points). Leclerc, septième (74 points), est suivi par Stroll (44 points), Norris (42 points) et Ocon (31 points). Au championnat des constructeurs, Red Bull, 411 points et toujours invaincu, précède Mercedes (203 points), Aston Martin (181 points) et Ferrari (157 points). Plus loin, McLaren double d'un coup son capital (59 points) et s'empare de la cinquième place en dépassant Alpine (47 points)  qui n'a pas marqué ; suivent Haas et Williams (11 points chacun), Alfa Romeo (9 points) et AlphaTauri (2 points).

## Contexte avant la course

### Test de dispositifs de garde-boue
À l'occasion du Grand Prix de Grande-Bretagne, la FIA officialise l'organisation d'un test de dispositif de garde-boue dans le cadre de l'amélioration de la visibilité des pilotes lors de temps pluvieux afin d'éviter de reproduire la situation du Grand Prix de Belgique 2021. Mercedes testera le dispositif tandis que McLaren servira d'écurie de référence sans dispositif. Le test est prévu le 13 juillet sur la ligne droite du circuit de Silverstone, détrempée pour l'occasion.

### Première pour APX GP
Le tournage du film fictionnel F1 a débuté et APX GP, la « onzième équipe », s'est installée dans le paddock de Silverstone. Le stand de l'équipe fictive, placé entre ceux de Mercedes et Ferrari, est similaire aux autres, avec des garages, des panneaux montrant l'identité des pilotes au dessus des box, du matériel de Formule 1 et des ailerons de rechange installés sur des racks. Les deux monoplaces du film (des Formule 2 dont l'empattement est augmenté pour supporter l'ajout de quinze caméras) sont présentes. La livrée noir et or rappelant les Lotus-JPS présente notamment les sponsors Tommy Hilfiger et IWC, communs à Mercedes. Une scène du film doit être tournée pendant l'hymne national, dimanche sur la grille de départ et, durant le tour de formation, les pilotes rouleront pendant quelques virages avec les vraies monoplaces. L'équipe de tournage sera encore présente la semaine suivant le Grand Prix, lors des essais pneumatiques de Haas et Red Bull, et APX GP mise en situation pour accumuler des séquences en vue du film,.

## Pneus disponibles
| Pneus pour piste sèche | Pneus pour piste sèche | Pneus pour piste sèche | Pneus pluie    | Pneus pluie |
| ---------------------- | ---------------------- | ---------------------- | -------------- | ----------- |
| Durs (Type C1)         | Medium (Type C2)       | Tendres (Type C3)      | Intermédiaires | Pluie       |

## Essais libres

### Première séance, le vendredi de 12 h 30 à 13 h 30
| Pos. | Pilote          | Voiture               | Chrono         | Écart     |
| ---- | --------------- | --------------------- | -------------- | --------- |
| 1    | Max Verstappen  | Red Bull-Honda RBPT   | 1 min 28 s 600 |           |
| 2    | Sergio Pérez    | Red Bull-Honda RBPT   | 1 min 29 s 048 | + 0 s 448 |
| 3    | Alexander Albon | Williams-Mercedes     | 1 min 29 s 089 | + 0 s 489 |
| 4    | Fernando Alonso | Aston Martin-Mercedes | 1 min 29 s 268 | + 0 s 668 |
| 5    | Charles Leclerc | Ferrari               | 1 min 29 s 280 | + 0 s 680 |
| 6    | Esteban Ocon    | Alpine-Renault        | 1 min 29 s 319 | + 0 s 719 |

### Deuxième séance, le vendredi de 16 h à 17 h
| Pos. | Pilote           | Voiture               | Chrono         | Écart     |
| ---- | ---------------- | --------------------- | -------------- | --------- |
| 1    | Max Verstappen   | Red Bull-Honda RBPT   | 1 min 28 s 078 |           |
| 2    | Carlos Sainz Jr. | Ferrari               | 1 min 28 s 100 | + 0 s 022 |
| 3    | Alexander Albon  | Williams-Mercedes     | 1 min 28 s 296 | + 0 s 218 |
| 4    | Sergio Pérez     | Red Bull-Honda RBPT   | 1 min 28 s 342 | + 0 s 264 |
| 5    | Logan Sargeant   | Williams-Mercedes     | 1 min 28 s 766 | + 0 s 688 |
| 6    | Lance Stroll     | Aston Martin-Mercedes | 1 min 28 s 866 | + 0 s 788 |

### Troisième séance, le samedi de 11 h 30 à 12 h 30
| Pos. | Pilote           | Voiture               | Chrono         | Écart     |
| ---- | ---------------- | --------------------- | -------------- | --------- |
| 1    | Charles Leclerc  | Ferrari               | 1 min 27 s 419 |           |
| 2    | Alexander Albon  | Williams-Mercedes     | 1 min 27 s 592 | + 0 s 173 |
| 3    | Fernando Alonso  | Aston Martin-Mercedes | 1 min 27 s 784 | + 0 s 365 |
| 4    | Pierre Gasly     | Alpine-Renault        | 1 min 27 s 893 | + 0 s 474 |
| 5    | Lewis Hamilton   | Mercedes              | 1 min 27 s 948 | + 0 s 529 |
| 6    | Carlos Sainz Jr. | Ferrari               | 1 min 27 s 964 | + 0 s 545 |

## Séance de qualifications

### Résultats des qualifications
| Pos.                                                                                      | Pilote           | Écurie                | Qualifications 1 | Qualifications 2 | Qualifications 3 |
| ----------------------------------------------------------------------------------------- | ---------------- | --------------------- | ---------------- | ---------------- | ---------------- |
| 1                                                                                         | Max Verstappen   | Red Bull-Honda RBPT   | 1 min 29 s 428   | 1 min 27 s 702   | 1 min 26 s 720   |
| 2                                                                                         | Lando Norris     | McLaren-Mercedes      | 1 min 28 s 917   | 1 min 28 s 042   | 1 min 26 s 961   |
| 3                                                                                         | Oscar Piastri    | McLaren-Mercedes      | 1 min 29 s 874   | 1 min 27 s 845   | 1 min 27 s 092   |
| 4                                                                                         | Charles Leclerc  | Ferrari               | 1 min 29 s 143   | 1 min 28 s 361   | 1 min 27 s 136   |
| 5                                                                                         | Carlos Sainz Jr. | Ferrari               | 1 min 29 s 865   | 1 min 28 s 265   | 1 min 27 s 148   |
| 6                                                                                         | George Russell   | Mercedes              | 1 min 29 s 412   | 1 min 28 s 782   | 1 min 27 s 155   |
| 7                                                                                         | Lewis Hamilton   | Mercedes              | 1 min 29 s 415   | 1 min 28 s 545   | 1 min 27 s 211   |
| 8                                                                                         | Alexander Albon  | Williams-Mercedes     | 1 min 29 s 466   | 1 min 28 s 067   | 1 min 27 s 530   |
| 9                                                                                         | Fernando Alonso  | Aston Martin-Mercedes | 1 min 29 s 949   | 1 min 28 s 368   | 1 min 27 s 659   |
| 10                                                                                        | Pierre Gasly     | Alpine-Renault        | 1 min 29 s 533   | 1 min 28 s 751   | 1 min 27 s 689   |
| 11                                                                                        | Nico Hülkenberg  | Haas-Ferrari          | 1 min 29 s 603   | 1 min 28 s 896   |                  |
| 12                                                                                        | Lance Stroll     | Aston Martin-Mercedes | 1 min 29 s 448   | 1 min 28 s 935   |                  |
| 13                                                                                        | Esteban Ocon     | Alpine-Renault        | 1 min 29 s 700   | 1 min 28 s 956   |                  |
| 14                                                                                        | Logan Sargeant   | Williams-Mercedes     | 1 min 29 s 873   | 1 min 29 s 031   |                  |
| Dsq.                                                                                      | Valtteri Bottas  | Alfa Romeo-Ferrari    | 1 min 29 s 798   | Pas de temps     |                  |
| 16                                                                                        | Sergio Pérez     | Red Bull-Honda RBPT   | 1 min 29 s 968   |                  |                  |
| 17                                                                                        | Yuki Tsunoda     | AlphaTauri-Honda RBPT | 1 min 30 s 025   |                  |                  |
| 18                                                                                        | Zhou Guanyu      | Alfa Romeo-Ferrari    | 1 min 30 s 123   |                  |                  |
| 19                                                                                        | Nyck de Vries    | AlphaTauri-Honda RBPT | 1 min 30 s 513   |                  |                  |
| 20                                                                                        | Kevin Magnussen  | Haas-Ferrari          | 1 min 32 s 378   |                  |                  |
| Temps minimal à réaliser pour la qualification : 1 min 35 s 141 (107 % de 1 min 28 s 917) |                  |                       |                  |                  |                  |

### Grille de départ
- Quinzième des qualifications, Valtteri Bottas est disqualifié et doit s'élancer de la vingtième et dernière place. La FIA a estimé ne pas être en mesure de recueillir une quantité suffisante de carburant pour l'échantillon réglementaire alors que le pilote s'est arrêté en bord de piste au cours de la phase Q1. En effet, d'après ses calculs, la FIA a estimé à 0,090 litre la quantité de carburant supposée restante à l'issue de la session alors que le minimum règlementaire est d'un litre. Bien qu'Alfa Romeo ait annoncé qu'il restait 2,39 litres de carburant, le pilote est sanctionné selon l'article 6.5.2 du règlement technique de la Formule 1[10],[11].

## Course

### Classement de la course
| Pos. | no | Pilote           | Écurie                | Tours | Temps/Abandon                      | Grille | Points |
| ---- | -- | ---------------- | --------------------- | ----- | ---------------------------------- | ------ | ------ |
| 1    | 1  | Max Verstappen   | Red Bull-Honda RBPT   | 52    | 1 h 25 min 16 s 938 (215,424 km/h) | 1      | 25 + 1 |
| 2    | 4  | Lando Norris     | McLaren-Mercedes      | 52    | + 3 s 798                          | 2      | 18     |
| 3    | 44 | Lewis Hamilton   | Mercedes              | 52    | + 6 s 783                          | 7      | 15     |
| 4    | 81 | Oscar Piastri    | McLaren-Mercedes      | 52    | + 7 s 776                          | 3      | 12     |
| 5    | 63 | George Russell   | Mercedes              | 52    | + 11 s 206                         | 6      | 10     |
| 6    | 11 | Sergio Pérez     | Red Bull-Honda RBPT   | 52    | + 12 s 882                         | 15     | 8      |
| 7    | 14 | Fernando Alonso  | Aston Martin-Mercedes | 52    | + 17 s 193                         | 9      | 6      |
| 8    | 23 | Alexander Albon  | Williams-Mercedes     | 52    | + 17 s 878                         | 8      | 4      |
| 9    | 16 | Charles Leclerc  | Ferrari               | 52    | + 18 s 689                         | 4      | 2      |
| 10   | 55 | Carlos Sainz Jr. | Ferrari               | 52    | + 19 s 448                         | 5      | 1      |
| 11   | 2  | Logan Sargeant   | Williams-Mercedes     | 52    | + 23 s 632                         | 14     |        |
| 12   | 77 | Valtteri Bottas  | Alfa Romeo-Ferrari    | 52    | + 25 s 830                         | 20     |        |
| 13   | 27 | Nico Hülkenberg  | Haas-Ferrari          | 52    | + 26 s 663                         | 11     |        |
| 14   | 18 | Lance Stroll     | Aston Martin-Mercedes | 52    | + 27 s 483 (dont 5 s de pénalité)  | 12     |        |
| 15   | 24 | Zhou Guanyu      | Alfa Romeo-Ferrari    | 52    | + 29 s 820                         | 17     |        |
| 16   | 22 | Yuki Tsunoda     | AlphaTauri-Honda RBPT | 52    | + 31 s 225                         | 16     |        |
| 17   | 21 | Nyck de Vries    | AlphaTauri-Honda RBPT | 52    | + 33 s 128                         | 18     |        |
| 18   | 10 | Pierre Gasly     | Alpine-Renault        | 46    | Accrochage                         | 10     |        |
| Abd. | 20 | Kevin Magnussen  | Haas-Ferrari          | 31    | Moteur                             | 19     |        |
| Abd. | 31 | Esteban Ocon     | Alpine-Renault        | 9     | Fuite d'huile                      | 13     |        |

### Pole position et record du tour
- Pole position :  Max Verstappen (Red Bull-Honda RBPT) en 1 min 26 s 720 (244,553 km/h)[13].
- Meilleur tour en course :  Max Verstappen (Red Bull-Honda RBPT) en 1 min 30 s 275 (234,922 km/h) au quarante-deuxième tour ; vainqueur de la course, il s'adjuge le point bonus associé[14].

### Tours en tête
- Lando Norris (McLaren-Mercedes) : 4 tours (1-4)[15]
- Max Verstappen (Red Bull-Honda RBPT) : 48 tours (5-52)

## Classements généraux à l'issue de la course
| Pos. | Pilote           | Écurie                | Points |
| ---- | ---------------- | --------------------- | ------ |
| 1    | Max Verstappen   | Red Bull-Honda RBPT   | 255    |
| 2    | Sergio Pérez     | Red Bull-Honda RBPT   | 156    |
| 3    | Fernando Alonso  | Aston Martin-Mercedes | 137    |
| 4    | Lewis Hamilton   | Mercedes              | 121    |
| 5    | Carlos Sainz Jr. | Ferrari               | 83     |
| 6    | George Russell   | Mercedes              | 82     |
| 7    | Charles Leclerc  | Ferrari               | 74     |
| 8    | Lance Stroll     | Aston Martin-Mercedes | 44     |
| 9    | Lando Norris     | McLaren-Mercedes      | 42     |
| 10   | Esteban Ocon     | Alpine-Renault        | 31     |
| 11   | Oscar Piastri    | McLaren-Mercedes      | 17     |
| 12   | Pierre Gasly     | Alpine-Renault        | 16     |
| 13   | Alexander Albon  | Williams-Mercedes     | 11     |
| 14   | Nico Hülkenberg  | Haas-Ferrari          | 9      |
| 15   | Valtteri Bottas  | Alfa Romeo-Ferrari    | 5      |
| 16   | Zhou Guanyu      | Alfa Romeo-Ferrari    | 4      |
| 17   | Kevin Magnussen  | Haas-Ferrari          | 2      |
| 18   | Yuki Tsunoda     | AlphaTauri-Honda RBPT | 2      |

| Pos. | Écurie                | Points |
| ---- | --------------------- | ------ |
| 1    | Red Bull-Honda RBPT   | 411    |
| 2    | Mercedes              | 203    |
| 3    | Aston Martin-Mercedes | 181    |
| 4    | Ferrari               | 157    |
| 5    | McLaren-Mercedes      | 59     |
| 6    | Alpine-Renault        | 47     |
| 7    | Haas-Ferrari          | 11     |
| 8    | Williams-Mercedes     | 11     |
| 9    | Alfa Romeo-Ferrari    | 9      |
| 10   | AlphaTauri-Honda RBPT | 2      |

## Statistiques
Le Grand Prix de Grande-Bretagne 2023 représente :
- la 27e pole position de Max Verstappen, sa septième de la saison[18] ;
- la 43e victoire de Max Verstappen, sa huitième de la saison et la sixième consécutive[19] ;
- le 8e hat trick de Max Verstappen[20] ;
- la 102e victoire de Red Bull, la dixième de la saison en dix épreuves disputées[21] ;
- la 10e victoire de Honda RBPT en tant que motoriste, invaincu à ce point de la saison[22].

Au cours de ce Grand Prix :
- Lando Norris est élu « pilote du jour » à l'issue d'un vote organisé sur le site officiel de la Formule 1[23] ;
- Lewis Hamilton, pour la treizième fois sur le podium en Grande-Bretagne, bat le record de podiums dans un même Grand Prix détenu par Michael Schumacher (12 podiums à Saint-Marin, en Espagne et au Canada)[24] ;
- En comptant sa deuxième place en 2020 au Grand Prix du 70e anniversaire, c'est la quatorzième fois qu'Hamilton est sur le podium à Silverstone[25] ;
- avec une 11e victoire consécutive (à cheval sur deux saisons), Red Bull Racing égale le record établi par McLaren entre le Grand Prix du Brésil et le Grand Prix de Belgique en 1988 ;
- Derek Warwick (146 départs en Grands Prix entre 1981 et 1993, quatre podiums, 71 points inscrits) est nommé conseiller par la FIA pour aider dans leurs jugements le groupe des commissaires de course[26].